# Cathédrale Notre-Dame-des-Anges de Los Angeles
Cette  cathédrale ne doit pas être confondue avec une autre cathédrale de Los Angeles.
La cathédrale Notre-Dame-des-Anges (en anglais : Cathedral of Our Lady of the Angels) est l'un des principaux sanctuaires catholiques de la ville de Los Angeles, dans l'État américain de Californie. Édifice post-moderniste consacré en 2002, elle est l'œuvre de l'architecte espagnol Rafael Moneo.
Située au 555 West Temple Street, elle est l'église-mère de l'archidiocèse catholique de Los Angeles, regroupant près de quatre millions de fidèles.

## Histoire

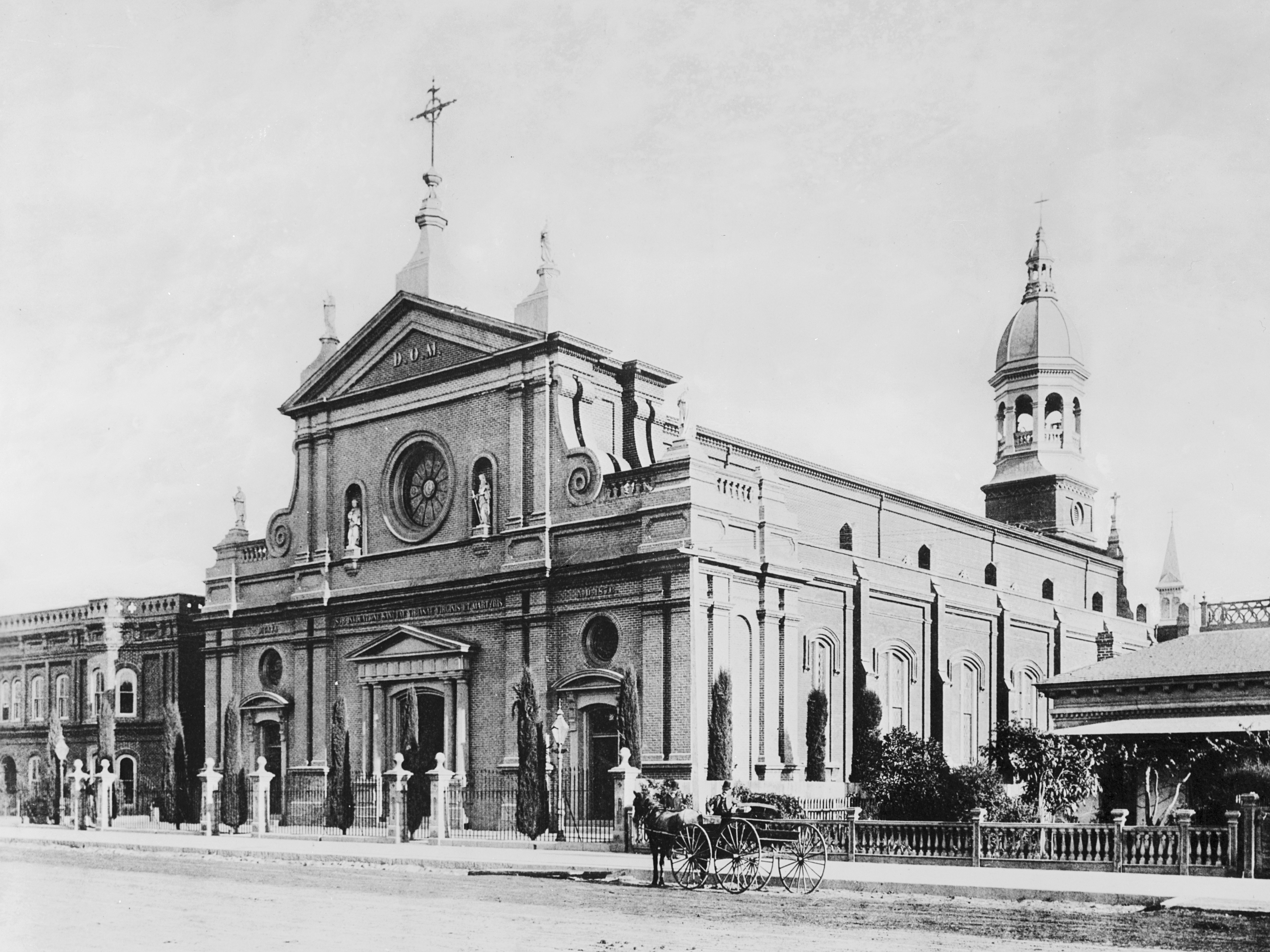
La première cathédrale.

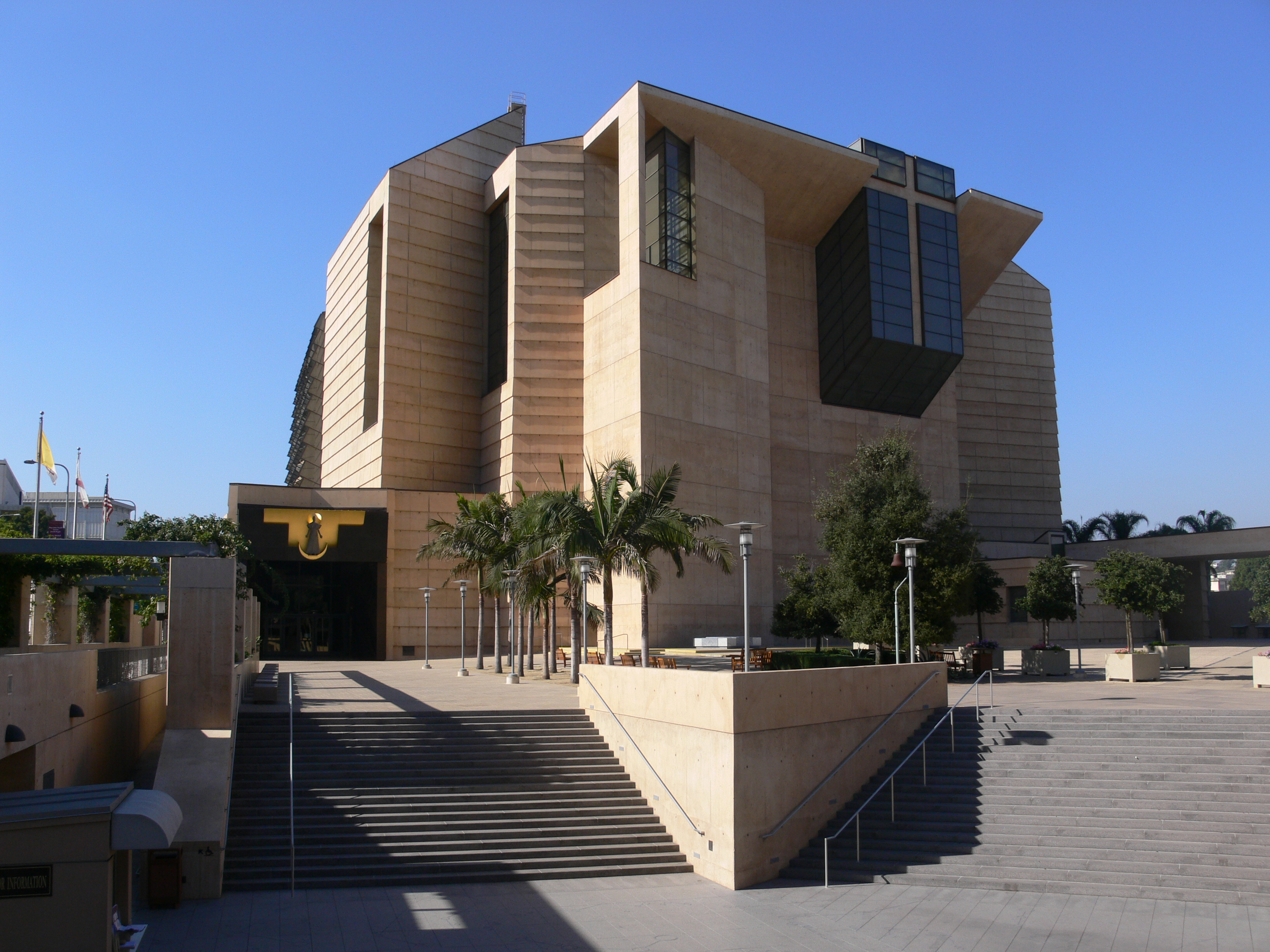
Le parvis de la cathédrale.

La première cathédrale de Los Angeles est consacrée en 1876 sous le vocable de Sainte-Vibiana, du nom d'une martyre chrétienne du IIIe siècle promue sainte patronne de la ville par le pape Pie IX.
L'édification de ce sanctuaire est confiée à l'architecte Ezra F. Kysor qui trace les plans d'une cathédrale d'inspiration baroque. Celle-ci devient l'un des principaux édifices catholiques de la ville et un lieu de pèlerinage autour des reliques de la sainte, apportées de Rome.
La cathédrale Sainte-Vivienne reste l'église-mère de l'archidiocèse jusqu'en 1994, date à laquelle un violent tremblement de terre — le « Northridge Earthquake » — endommage les structures internes de l'édifice, rendant nécessaire sa fermeture au public pour des raisons de sécurité.

Une violente polémique s'ensuit entre partisans de la construction d'une nouvelle cathédrale - impliquant la destruction du siège historique du diocèse - et défenseurs de l'ancien sanctuaire, que d'aucuns considèrent comme relevant du patrimoine historique des États-Unis. 
En 1996, l'épiscopat choisit de détruire l'ancienne cathédrale, tandis que dans le même temps une campagne pour sauvegarder l'édifice est menée dans les médias. Celle-ci aboutit à une décision de justice ordonnant la préservation de ce qui n'avait pas encore été détruit : l'ancien site est finalement réaménagé, les vestiges de la cathédrale étant intégrés à un complexe culturel incluant une médiathèque.
Si plusieurs sites de substitution sont envisagés par l'archevêché au début de l'automne 1996, c'est finalement un parking situé à l'intersection de Temple Street et de Grand Avenue qui attire l'attention de l'architecte chargé des travaux, l'espagnol Rafael Moneo. 

Celui-ci est la propriété du comté de Los Angeles, lequel accepte de vendre cette parcelle pour un montant de 10,85 millions de dollars. 

La transaction est finalisée le 23 décembre 1996 et aussitôt rendue publique.
La première pierre de la nouvelle cathédrale est posée au cours d'une cérémonie solennelle le 21 septembre 1997 en présence de l'archevêque de la ville, le cardinal Roger Mahony.

Les travaux débutent l'année suivante et se poursuivent jusqu'en 2002. La cathédrale est officiellement consacrée le 2 septembre 2002 sous le vocable de Notre-Dame-des-Anges, lequel renvoie au nom originel de la ville de Los Angeles : El Pueblo de nuestra Señora, Reina de los Angeles.

## Architecture

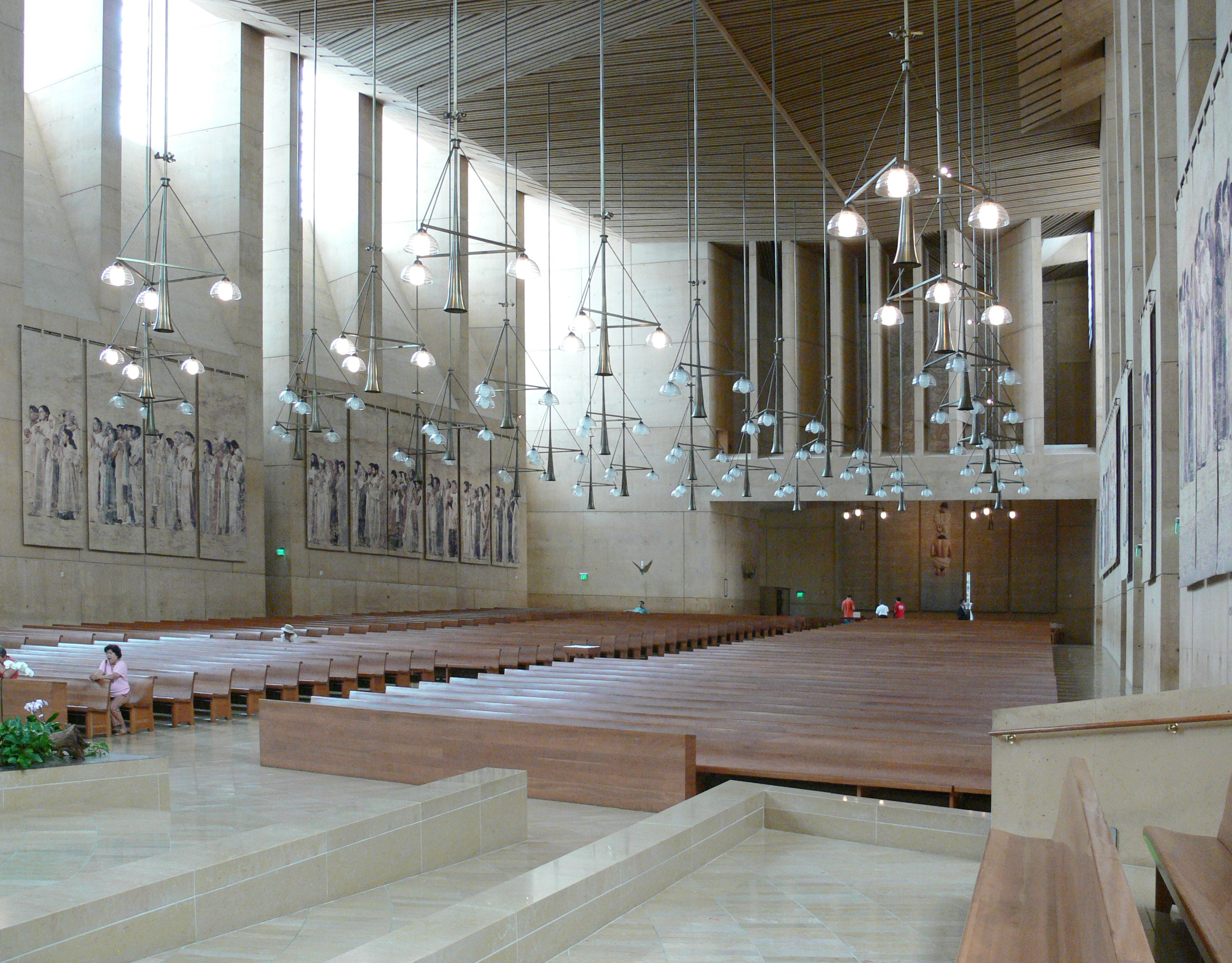
La nef de la cathédrale, bordée des tapisseries de John Nava.

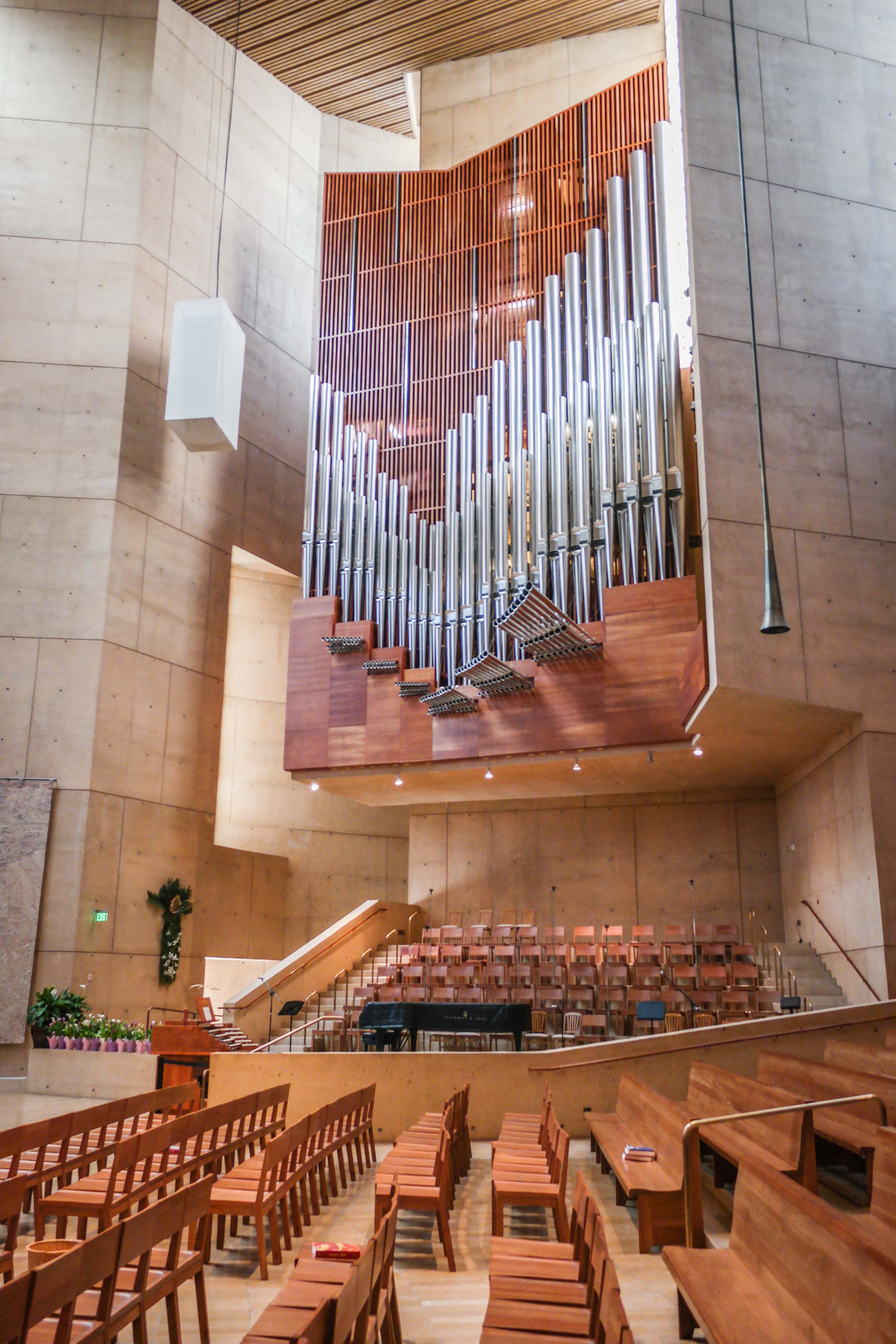
Les grandes orgues sont l'œuvre de la Dobson Pipe Organ Builders, de Lake City, dans l'Iowa.

La réalisation des plans du sanctuaire est confiée à l'architecte espagnol José Rafael Moneo Vallés, lauréat en 1996 du Prix Pritzker. 

Celui-ci conçoit un édifice de style post-moderniste en forme de croix latine, dont l'une des spécificités est de jouer sur les angles. 

Il intègre une longue nef de 91 mètres de long, ornée de part et d'autre de tapisseries réalisées par l'artiste contemporain John Nava. 

De larges baies réparties à intervalles réguliers, ornées de panneaux d'albâtre, permettent d'apporter un éclairage filtré propice au recueillement.
Les grandes orgues sont l'œuvre de l'organier Lynn A. Dobson de la Dobson Pipe Organ Builders, de Lake City, dans l'Iowa.
Cinq chapelles entourent le sanctuaire via un déambulatoire extérieur : elles sont dédiées au Saint-Sacrement (Blessed Sacrament Chapel), à Notre-Dame des Anges (Our Lady of the Angels Chapel) et à sainte Vivienne (St. Vibiana's Chapel and Shrine). 

Deux autres chapelles sont dédiées à la réconciliation (Reconciliation Chapel) et à l'art chrétien aux États-Unis (The Art Chapel).

La chapelle Sainte-Vivienne abrite les reliques de la sainte, transférées depuis l'ancienne cathédrale. 

La cathédrale possède une capacité globale de 3000 fidèles, soit un peu plus du double que l'ancienne cathédrale Sainte-Vivienne, laquelle pouvait abriter 1200 fidèles.
Un campanile de 47 mètres de haut se dresse un peu à l'écart, au nord-est du bâtiment principal. 
Il est entouré d'un « jardin de méditation ».
La cathédrale possède une vaste crypte semi-souterraine ornée de vitraux issus de l'ancienne cathédrale Sainte-Vivienne. Ceux-ci ont été restaurés par The Judson Studios.

Suivant en cela une tradition médiévale, la crypte — ou mausolée — est destinée à être un lieu d'inhumation et contient à cet effet un peu plus de 6 000 emplacements : 1 275 sont destinés à abriter des tombeaux, tandis que 4 794 niches composent le colombarium.
Parmi les personnalités inhumées dans la crypte se trouvent l'acteur Gregory Peck et l'actrice June Marlowe.

### Articles liés
- Archidiocèse de Los Angeles
- Liste des cathédrales des États-Unis